# McDonnell Douglas KC-10 Extender
El McDonnell Douglas KC-10 Extender es un avión cisterna de reabastecimiento en vuelo estadounidense, operado por la Fuerza Aérea de los Estados Unidos (USAF). Versión militar del avión comercial trimotor DC-10, el KC-10 fue desarrollado a partir del Programa de Avión de Carga y Cisterna Avanzado (Advanced Tanker Cargo Aircraft Program). Incorpora equipo específico militar para sus tareas principales de transporte y reabastecimiento aéreo. Fue desarrollado para complementar al KC-135 Stratotanker tras las experiencias adquiridas en el Sudeste Asiático y en Oriente Medio. El KC-10 fue el segundo avión de transporte de McDonnell Douglas en ser seleccionado por la Fuerza Aérea, después del C-9. Se produjo un total de 60 KC-10 para la USAF. La Real Fuerza Aérea de los Países Bajos opera dos cisternas similares designados KDC-10, que fueron convertidos desde aviones DC-10.
El KC-10 juega un papel clave en la movilización de los activos militares estadounidenses, tomando parte en operaciones de ultramar lejos de casa. Estos aviones realizaron transportes y reabastecimientos en vuelo durante el bombardeo de Libia de 1986 (Operación Cañón El Dorado), la guerra del Golfo de 1990-91 contra Irak (Operaciones Escudo del Desierto y Tormenta del Desierto), el bombardeo de la OTAN sobre Yugoslavia (Operación Fuerza Aliada), la guerra de Afganistán (Operación Libertad Duradera) y la guerra de Irak (Operaciones Libertad Iraquí y Nuevo Amanecer).

## Diseño y desarrollo

### Programa de Avión de Carga y Cisterna Avanzado

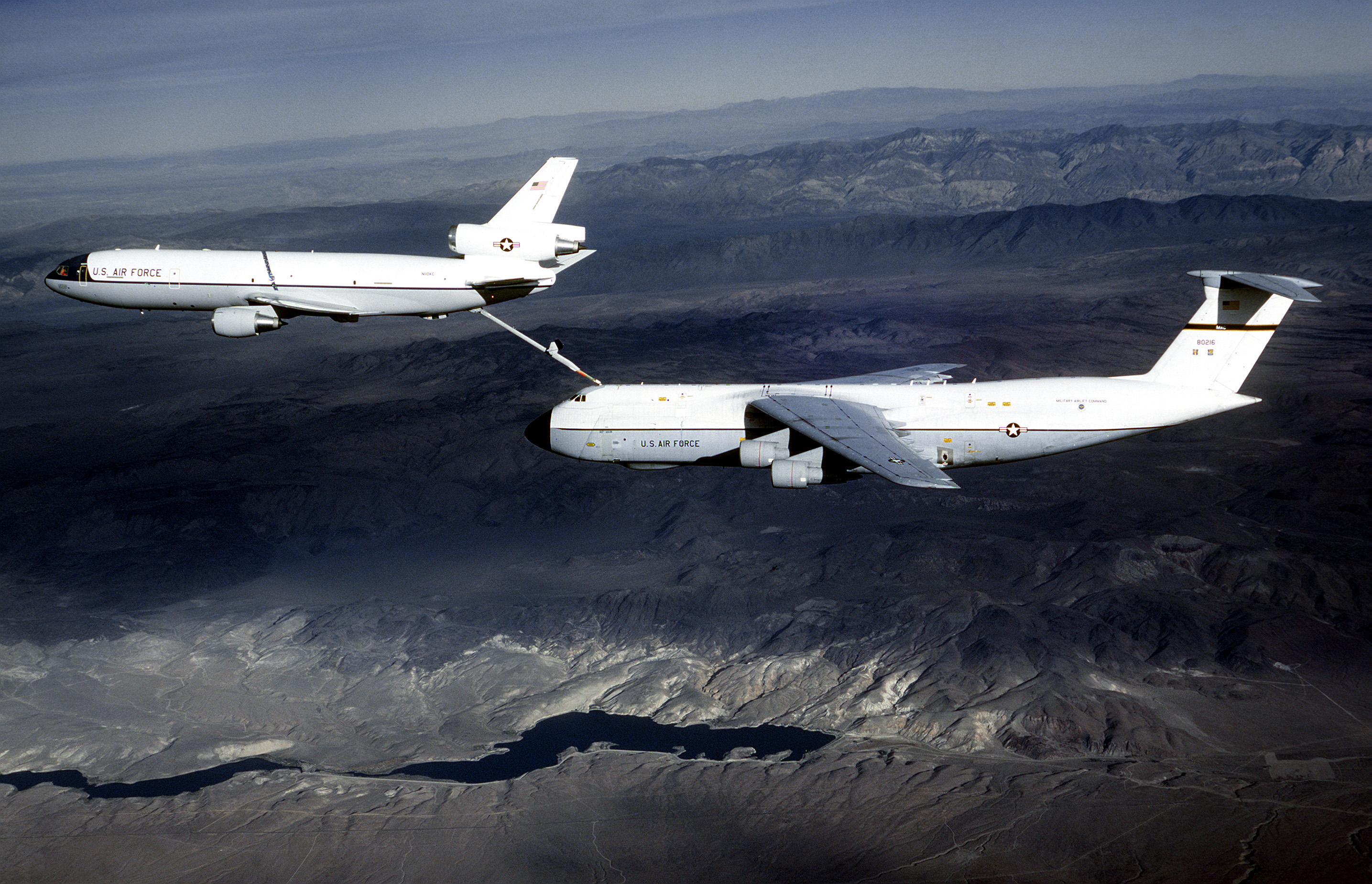
Uno de los primeros aviones KC-10 Extender reabastece a un C-5 Galaxy en 1980. Ambos aviones llevan libreas típicas de la época.

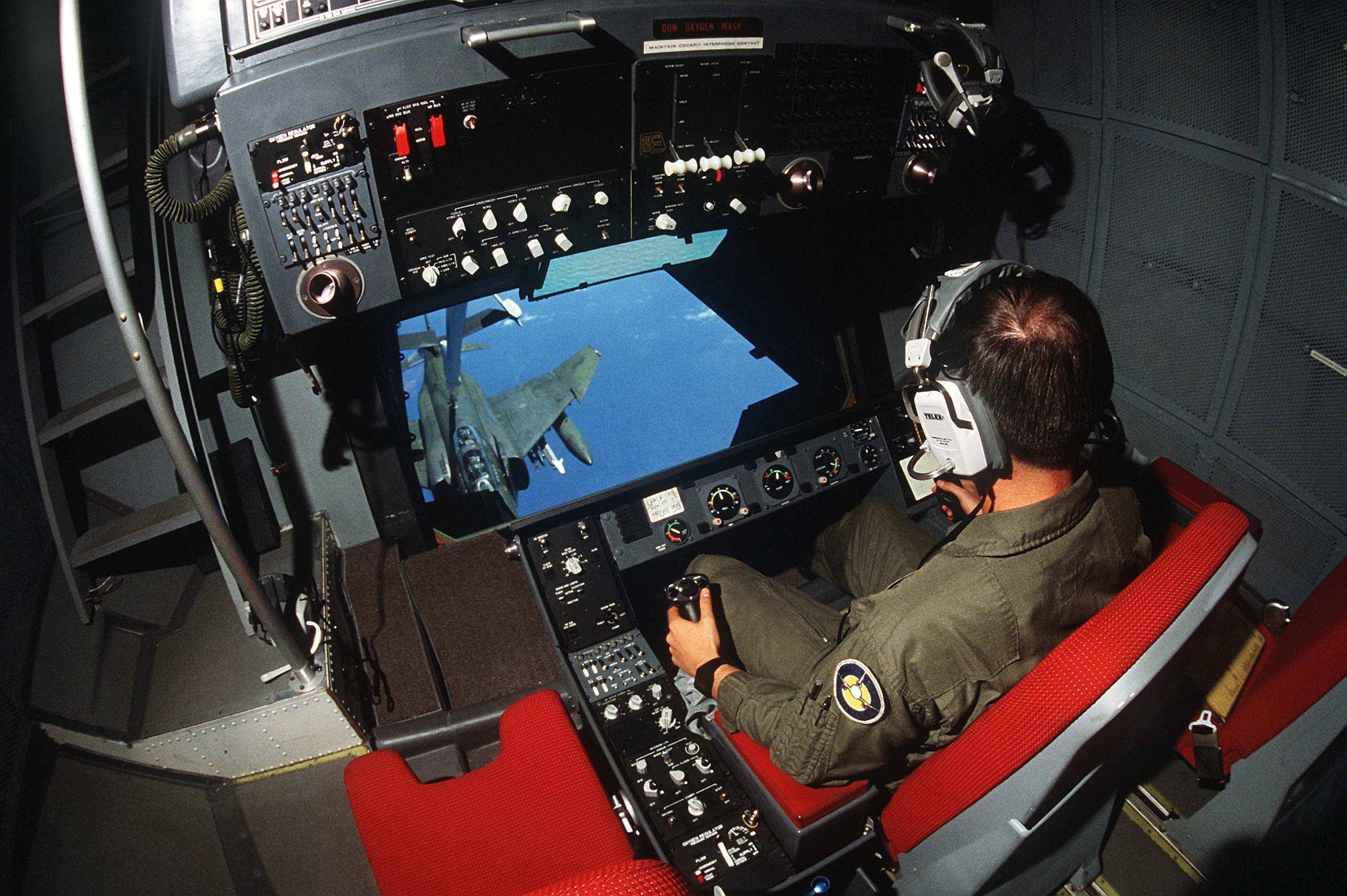
El operador de la pértiga de reabastecimiento del KC-10 está sentado en lugar de tendido.

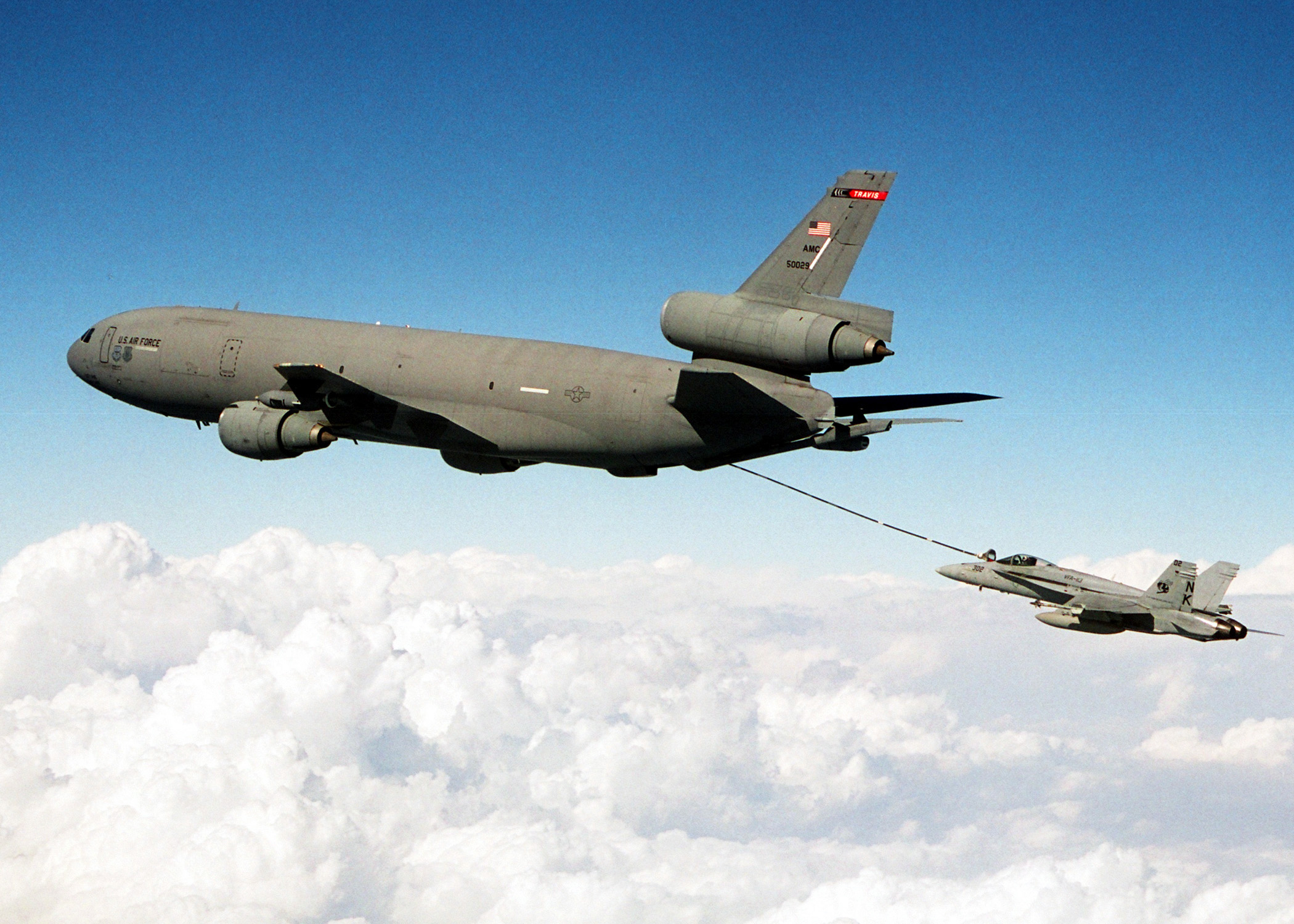
El sistema mixto de reabastecimiento del KC-10 de cesta-sonda y pértiga permite reabastecer a los aviones de la USAF, Armada y Cuerpo de Marines estadounidenses, y de las fuerzas aliadas.

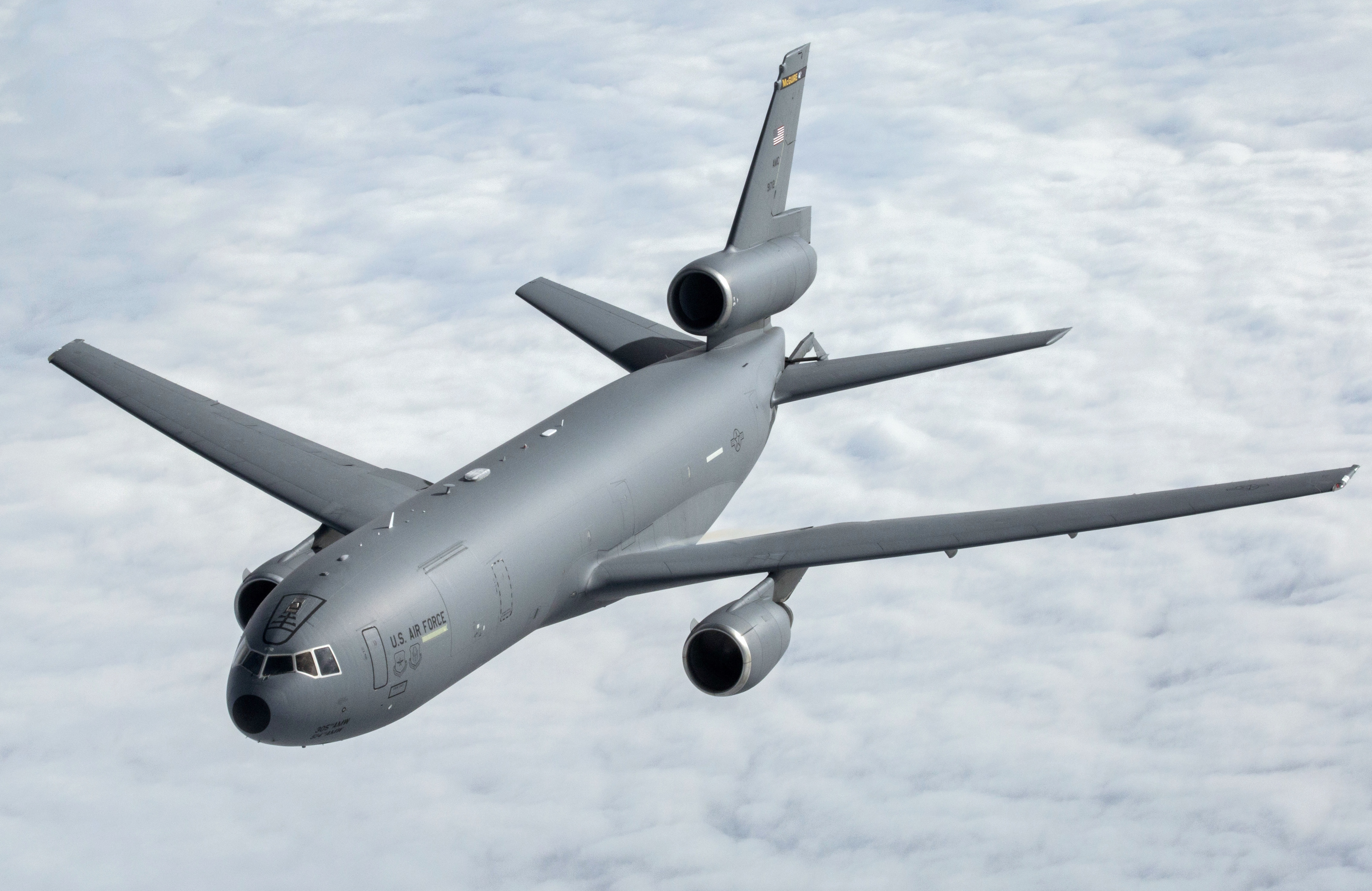
Un KC-10 Extender de la USAF después de ser repostado por otro KC-10.

Durante la guerra de Vietnam comenzaron a surgir dudas con respecto a la capacidad de la flota de Boeing KC-135 Stratotanker de satisfacer las necesidades de los compromisos globales de los Estados Unidos. La flota de reabastecimiento en vuelo fue desplegada en el Sudeste Asiático para apoyar a los aviones tácticos y a los bombarderos estratégicos, mientras mantenía el apoyo a la flota de bombarderos nucleares basados en los Estados Unidos. Consecuentemente, la Fuerza Aérea buscó un cisterna con mayores capacidades que las del KC-135. En 1972 se volaron dos DC-10 en pruebas realizadas en la Base de Edwards de la Fuerza Aérea, simulando reabastecimientos en vuelo en la búsqueda de posibles problemas emergentes. Boeing realizó pruebas similares con un 747.
Durante la guerra de Yom Kipur de 1973, la Fuerza Aérea inició la Operación Hierba Niquelada para suministrar a Israel con armas y suministros. La operación demostró la necesidad de adecuadas capacidades de reabastecimiento en vuelo; sin derechos de aterrizaje en Europa, los transportes C-5 Galaxy fueron forzados a transportar una fracción de su capacidad máxima en vuelos directos desde los Estados Unidos continentales hasta Israel. Para hacer frente a este déficit de movilidad, en 1975, bajo el Programa de Avión de Carga y Cisterna Avanzado, se evaluaron cuatro aviones (el Lockheed C-5, el Boeing 747, el McDonnell Douglas DC-10 y el Lockheed L-1011). Los únicos contendientes serios fueron Boeing y McDonnell Douglas. El 19 de diciembre de 1977, el DC-10 de McDonnell Douglas fue elegido. La principal razón de esta elección fue la capacidad del DC-10 de operar desde pistas más cortas. Inicialmente se encargó un lote de 12 aviones, pero fue más tarde aumentado a 60 aparatos.

### KC-10 Extender
El KC-10 Extender voló por primera vez el 12 de julio de 1980, pero no fue hasta octubre del mismo año en que se realizó el primer reabastecimiento en vuelo. El diseño del KC-10 implicó modificaciones desde el diseño del DC-10-30CF. Las características de avión comercial no necesarias fueron reemplazadas por un sistema de carga y aviónica militar mejorados. Al mismo tiempo, el KC-10 retiene un 88% de partes comunes con sus equivalentes comerciales, dándole mayor acceso al sistema de apoyo comercial mundial. Otros cambios desde el DC-10-30CF incluyen la retirada de la mayor parte de las ventanas y la instalación de compuertas de carga inferiores. Los primeros aviones presentaban una distintiva librea en gris claro, blanco y azul, pero en los cisternas posteriores se usó un esquema de camuflaje gris-verde. El esquema de pintura cambió a gris medio a finales de los años 90.
Los cambios más notables fueron la adición de la Pértiga Avanzada de Reabastecimiento en Vuelo de McDonnell Douglas y depósitos de combustible adicionales, situados en los compartimento del equipaje, debajo de la cubierta principal. Los depósitos extra incrementan la capacidad de combustible del KC-10 hasta los 161 478 kg, casi doblando la capacidad del KC-135. El KC-10 dispone de una pértiga de reabastecimiento central única con un sistema de superficies de control en su parte trasera, que difiere del diseño de cola en V usado en los cisternas anteriores, y un sistema de cesta y sonda en el lado de estribor del fuselaje trasero. El operador de la pértiga del KC-10 está sentado en la parte trasera del avión con una amplia ventana para monitorear el reabastecimiento, en lugar de estar tendido como en el KC-135. El operador controla las operaciones de reabastecimiento a través de un sistema de vuelo fly-by-wire.
A diferencia del KC-135, el sistema de cesta y sonda del KC-10 permite el reabastecimiento de los aviones de la Armada y Cuerpo de Marines estadounidenses y de la mayor parte de los aliados, todo en una misión. Los últimos veinte KC-10 producidos incluyeron contenedores alares para puestos de reabastecimiento añadidos. El KC-10 también puede transportar un aditamento de 75 pasajeros o 66 225 kg de carga, o 77 110 kg en una configuración de solo carga. El KC-10 dispone de una compuerta lateral para carga y descarga de material. Se requiere equipo de asistencia para elevar y descender las cargas hasta la apertura. Puede transportar carga y servir como cisterna en misiones de ultramar.

### Componentes
Leyenda:  Reino Unido

#### Propulsión
| Sistema               | País                    | Fabricante             | Notas                        |
| --------------------- | ----------------------- | ---------------------- | ---------------------------- |
| Pod cisterna (opción) | Bandera del Reino Unido | Flight Refuelling Ltd. | 2 × Flight Refuelling MK-32B |

### Desarrollos
En 1984 se identificó por primera vez la necesidad de un nuevo avión de transporte para la Real Fuerza Aérea de los Países Bajos (Koninklijke Luchtmacht). En 1991, la guerra del Golfo resaltó las deficiencias en cuanto a movilidad de las fuerzas europeas. Ese mismo año se establecieron cuatro categorías de requerimientos de transporte. La Categoría A requería un gran avión de carga con un alcance de al menos 4500 km y la capacidad de reabastecer a los F-16. En 1992 se adquirieron dos DC-10-30CF de Martinair mediante un contrato de venta/arrendamiento posterior. Cuando uno de los dos aviones se perdió en el accidente del vuelo 495 de Martinair, se compró un tercer avión al mismo operador.
La conversión fue realizada a través del programa de ventas militares extranjeras de los Estados Unidos, que a su vez contrató a McDonnell Douglas. Los costes para la conversión se estimaron en 89,5 millones de dólares (Año Fiscal de 1994). Los aviones debían ser equipados tanto con un sistema de pértiga como de sonda y cesta. Sin embargo, debido a que McDonnell Douglas no tenía ninguna experiencia con el sistema Operador Remoto de Reabastecimiento en Vuelo (Remote Aerial Refueling Operator, RARO) solicitado, y porque el tercer avión era diferente a los otros dos, no se podía completar el programa dentro del presupuesto. Omitiendo el sistema de sonda y cesta y un panel fijo separador entre la carga y los pasajeros, el coste podía ser limitado a 96 millones. Para cubrir el incremento de costes, McDonnell Douglas contrató compañías neerlandesas para realizar parte de los trabajos. La conversión real de los aviones fue ejecutada por KLM. La conversión fue realizada de octubre de 1994 a septiembre de 1995 para el primer avión y de febrero a diciembre de 1995 para el segundo. La misma duró mucho más de lo planeado, debido en su mayor parte a que McDonnell Douglas entregó tarde las piezas. Esto habría incrementado los costes de nuevo, pero en el contrato de los AH-64 Apache con el que la Real Fuerza Aérea de los Países Bajos también compró a McDonnell Douglas, se convino en que el precio se mantuviera en 96 millones.
Para modernizar los KC-10, la USAF concedió un contrato a Boeing en 2010 para actualizar la flota de 59 aviones con un nuevo sistema de comunicaciones, navegación y vigilancia, y administración de tráfico (CNS/ATM). Esto permitía al avión volar en espacio aéreo civil con los nuevos estándares de la ICAO y de la FAA que se hicieron efectivos en 2015. A Rockwell Collins también se le concedió un contrato en 2011 de aviónica e integración de sistemas para el programa de modernización de la cabina.

## Historia operacional

### Estados Unidos

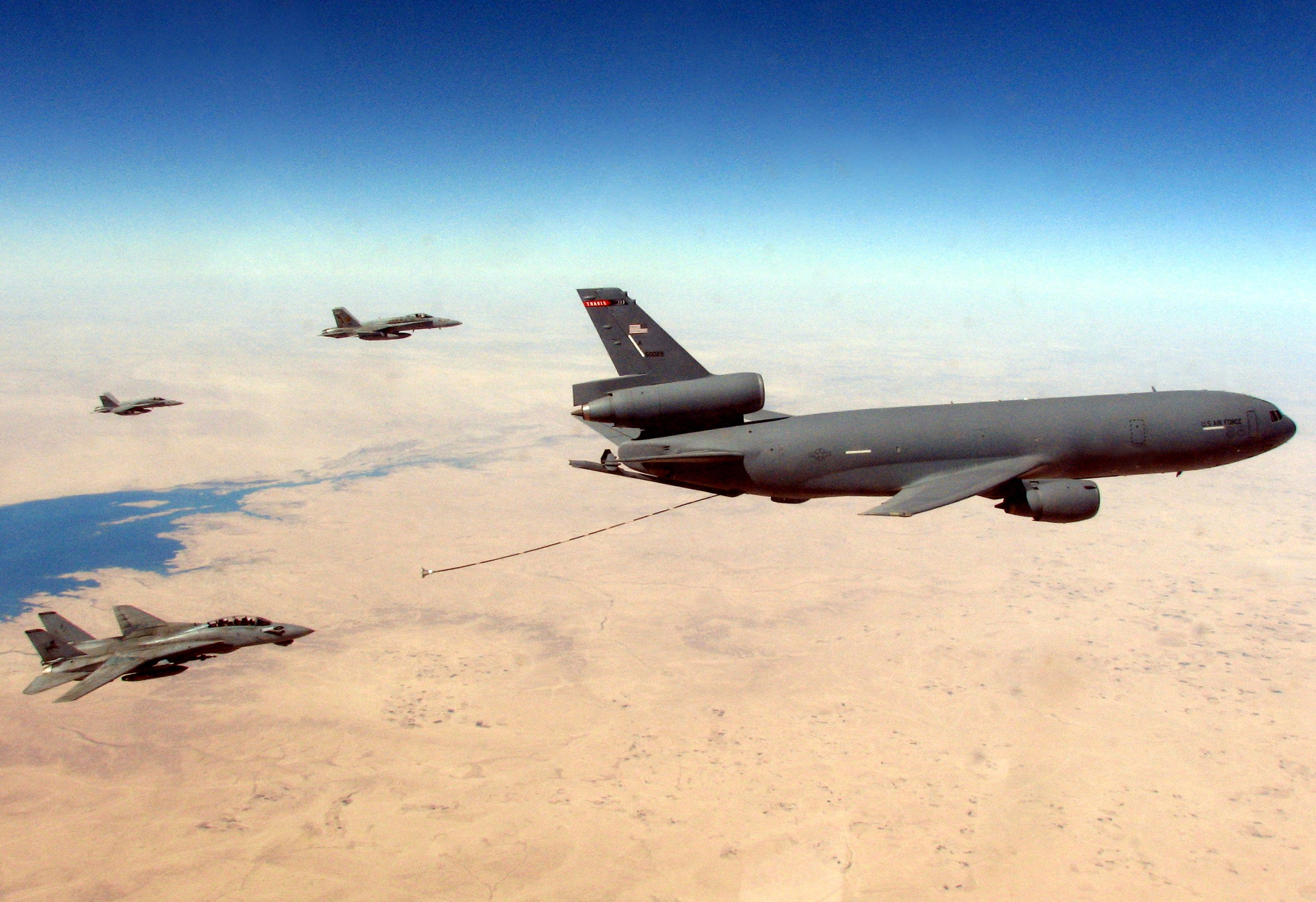
Un F-14D y dos F/A-18C de la Armada estadounidense se preparan para reabastecerse desde un KC-10 en 2005, sobre el Golfo Pérsico.

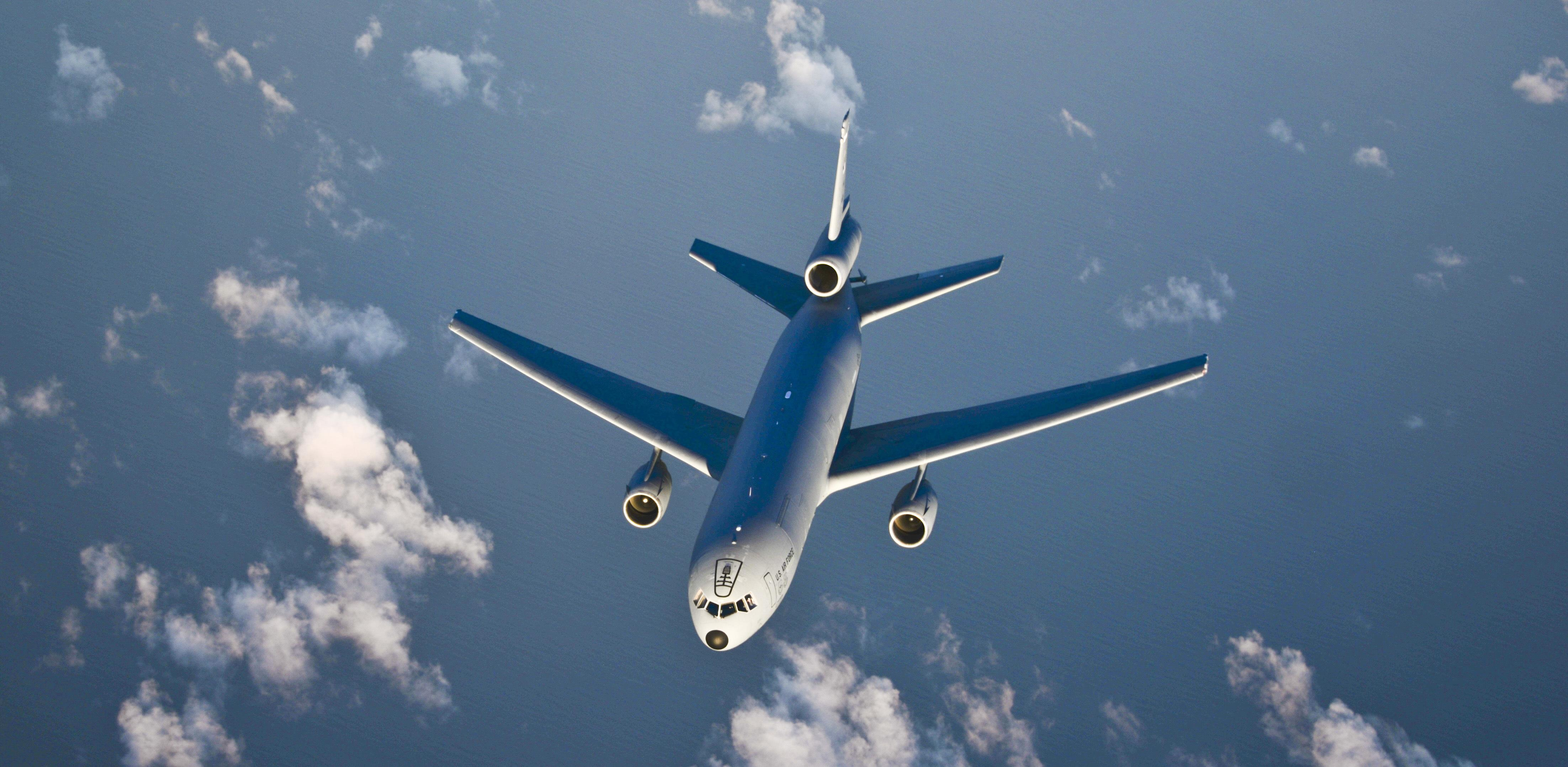
Un KC-10 Extender de la Travis AFB se aproxima aun segundo KC-10 para reabastecerse, sobre el Océano Pacífico, 2017.

El primer KC-10 fue entregado al Mando Aéreo Estratégico (SAC) de la Fuerza Aérea en marzo de 1981, en la Base de la Fuerza Aérea Barksdale. En 1982, la recién rebautizada 22nd Air Refueling Wing (anteriormente 22nd Bombardment Wing) fue reequipada con KC-10A Extender y se convirtió en la segunda Unidad de la Fuerza Aérea en operar los nuevos cisternas. El 60.º y último KC-10 fue entregado el 29 de noviembre de 1988. Los KC-10 sirvieron con el SAC hasta 1992, cuando fueron reasignados al recién formado Mando de Movilidad Aérea. En el papel del reabastecimiento en vuelo, los KC-10 han sido operados en gran medida en el reabastecimiento estratégico de gran cantidad de aviones tácticos en vuelos de traslado, y en el reabastecimiento de otros aviones de transporte estratégico. En cambio, la flota de KC-135 ha operado en gran medida en el papel táctico. En 2010, quedaban en servicio con la USAF 59 KC-10 Extender. Los KC-10 de la USAF están destinados principalmente en la Travis AFB, California, y en la Base de la Fuerza Aérea McGuire, parte de la Base Conjunta McGuire-Dix-Lakehurst, en Nueva Jersey.
Cuando los Estados Unidos se enfrentaron a las denegaciones de estacionamiento y de derechos de sobrevuelo de los países europeos continentales durante la Operación El Dorado Canyon, fueron forzados a usar los F-111 basados en el Reino Unido para atacar Libia en 1986. Los KC-10 y KC-135 permitieron que 29 F-111, junto con otros aviones de la Fuerza Aérea y de la Armada, alcanzaran sus objetivos. Los KC-10 jugaron de nuevo un papel clave durante las Operaciones Escudo del Desierto y Tormenta del Desierto en 1991; facilitaron el despliegue de aviones tácticos, estratégicos y de transporte hasta Arabia Saudita. En las primeras etapas de la Operación Escudo del Desierto, el reabastecimiento en vuelo fue clave en el rápido transporte aéreo de material y fuerzas. Además de reabastecer a los aviones de transporte, los KC-10, junto con los más pequeños KC-135, movieron miles de toneladas de carga y miles de soldados en apoyo a la masiva acumulación de fuerzas. Los KC-10 y KC-135 realizaron alrededor de 51 700 operaciones separadas de reabastecimiento y trasvasaron 475 millones de litros de combustible sin perder ninguna cita programada.
Desde entonces, los KC-10 han participado en otros conflictos menores. En marzo de 1999, la OTAN lanzó la Operación Fuerza Aliada contra el Gobierno de Yugoslavia. La parte de movilización de la operación comenzó en febrero y dependió mucho de los cisternas. A principios de mayo del mismo año, unos 150 KC-10 y KC-135 fueron desplegados en Europa, donde reabastecieron a bombarderos, cazas y aviones de apoyo implicados en el conflicto. Los KC-10 volaron 409 misiones durante toda la campaña Fuerza Aliada y las continuas operaciones de apoyo en Kosovo. Desde el 11 de septiembre de 2001, los KC-10 también habían volado más de 350 misiones guardando los cielos estadounidenses como parte de la Operación Águila Noble. Durante las Operaciones Libertad Duradera y Libertad Iraquí, los KC-10 volaron más de 1390 misiones, dando un crítico apoyo de reabastecimiento a numerosos aviones receptores propios y de la Coalición. En 2004 se esperaba que los KC-10 sirvieran hasta 2043.
La Fuerza Aérea consideró retirar su flota de cisternas KC-10 como respuesta a los recortes presupuestarios en su presupuesto del Año Fiscal 2015. Se sugirió un "corte vertical" para retirar todos los KC-10 porque había menos KC-10 que KC-135, el tener tres modelos de cisterna en servicio (tras la introducción del KC-46) resultaría costoso, y un "corte horizontal" en las flotas de reabastecimiento sería poco eficiente. Algunos creían que retirar los KC-10 no beneficiaría a la Fuerza Aérea, dado que están equipados con ambos sistemas de reabastecimiento de pértiga y de cesta y sonda, y a la relativamente joven edad de la flota. Al principio, los funcionarios afirmaron que la atención inicial sobre la retirada del KC-10 en septiembre de 2013 fue un "globo sonda" para llamar la atención sobre los problemas de los costes operativos de la Fuerza Aérea; ya que, a principios de 2013, el KC-10 tenía un coste por hora de vuelo de 21 170 dólares y una disponibilidad del 87%. Un plan presupuestario del Año Fiscal 2015 no incluyó recortes sobre el KC-10. El 13 de julio de 2020, el primer KC-10 estadounidense en ser retirado, número de cola 86-0036, fue transferido al 309.º Grupo de Mantenimiento y Regeneración Aeroespacial (AMARG) en la Base Davis Monthan de la Fuerza Aérea, Arizona.

### Países Bajos

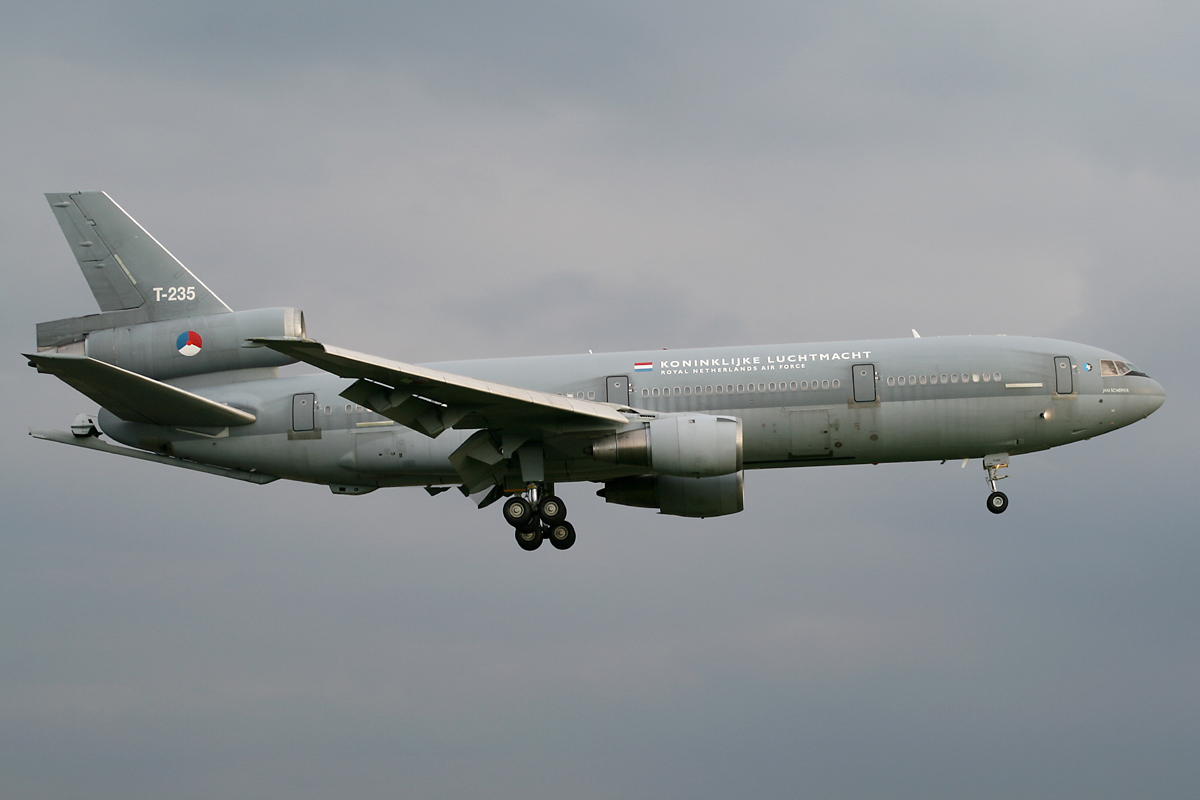
El segundo KDC-10 de la Real Fuerza Aérea de los Países Bajos con el tren abajo.

Los dos KDC-10 neerlandeses fueron utilizados en tareas de transporte y reabastecimiento. Estaban destinados en el Aeropuerto de Eindhoven como parte del 334.º Escuadrón de Transporte. De las 5500 horas voladas en los primeros 3 años de uso, los aviones fueron usados en su papel de cisterna el 50% del tiempo. Además de ser utilizados por la Fuerza Aérea y los aliados de la OTAN, los KDC-10 también fueron usados en apoyo de operaciones de mantenimiento de la paz y ayuda humanitaria. De los primeros 3 años, el 32% de las horas de vuelo se destinaron a estas misiones.
En esta función, los aviones fueron desplegados a Kosovo para evacuar refugiados, al Caribe y a América Central para proporcionar ayuda humanitaria después de los huracanes Luis, Georges y Mitch, y a varios países de África y Asia para entregar ayudas al desarrollo. En 1998, los aviones también fueron usados para evacuar a ciudadanos neerlandeses de Indonesia durante la caída de Suharto. Los KDC-10 operaron desde la Manas AFB en apoyo a las fuerzas aliadas durante la Operación Libertad Duradera y a la Fuerza Aérea Aliada sobre Irak y Siria.
Un tercer DC-10, registrado T-255, fue adquirido y sirvió durante tres años antes de ser retirado del servicio em abril de 2014 debido a recortes en defensa y volado hasta el aeropuerto de Newquay Cornwall para ser desguazado. Los KDC-10 del servicio neerlandés fueron reemplazados por Airbus A330 MRTT. El primer avión, registrado T-264/'Prins Bernhard' y debido a un servicio superior, fue retirado el 1 de noviembre de 2019, antes de ser transferido a su nuevo propietario, Omega Aerial Refueling Services, el 4 de noviembre de 2019. El último KDC-10, registrado T-235/'Jan Scheffer', permaneció en el servicio neerlandés hasta que fue retirado el 7 de octubre de 2021. El avión dejó posteriormente los Países Bajos, con destino a la compañía Omega de los Estados Unidos, el 25 de octubre del mismo año.

### Operadores civiles

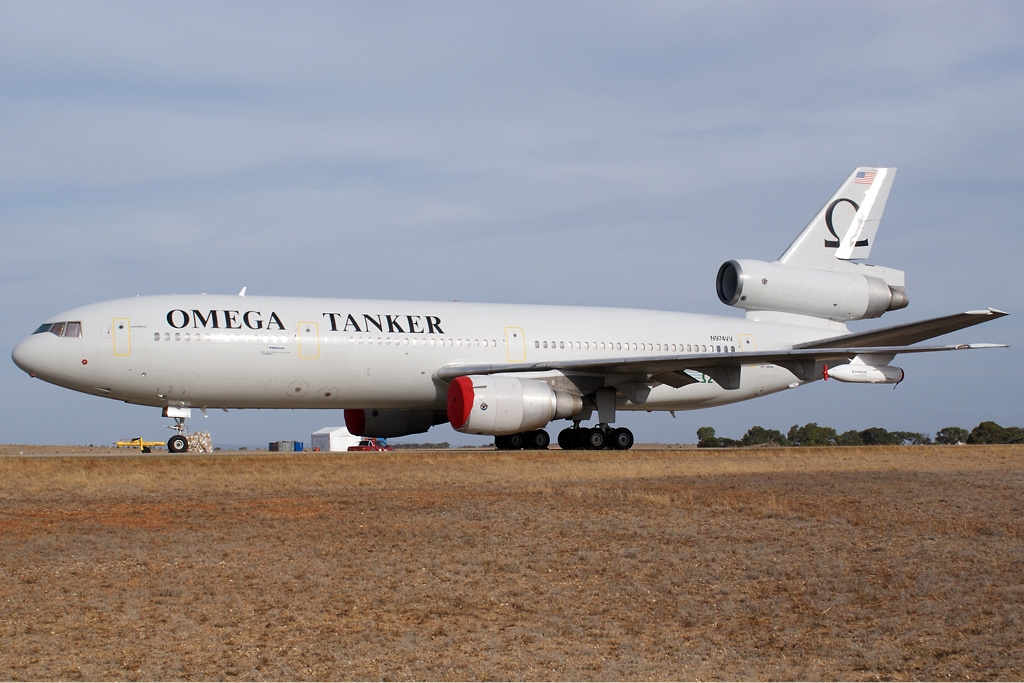
Cisterna KDC-10 de Omega Aerial Refueling Services en marzo de 2009.

Las compañías comerciales de reabastecimiento Omega Aerial Refueling Services y Global Airtanker Service operan dos cisternas KDC-10 (N974VV y N852V, respectivamente) en alquiler. Fueron convertidos desde DC-10-40 y proporcionan capacidades de reabastecimiento de cesta y sonda desde contenedores alares similares a los del KC-10.
En junio y julio de 2011, un KDC-10 de Omega Air apoyó a 3 de los F/A-18 Hornet de la Real Fuerza Aérea Australiana en su ruta al ejercicio Red Flag - Alaska.
En 2019, Omega acordó comprar los dos KDC-10 de los Países Bajos, siendo recibido uno en noviembre de 2019, y el segundo en octubre de 2021.

## Operadores
Estados Unidos

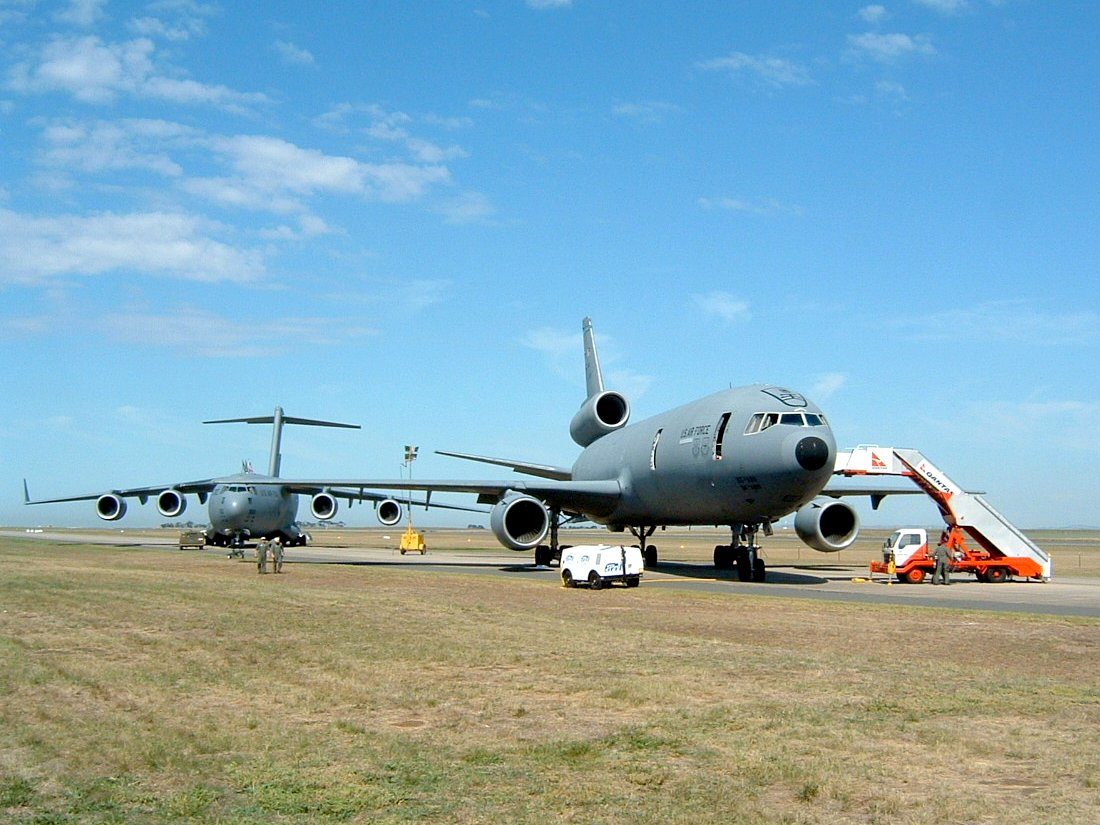
Un KC-10 (a la derecha en primer plano) y un C-17 (a la izquierda en segundo plano) en el Aeropuerto de Avalon, Australia, durante la Muestra Aérea Internacional Australiana de 2005.

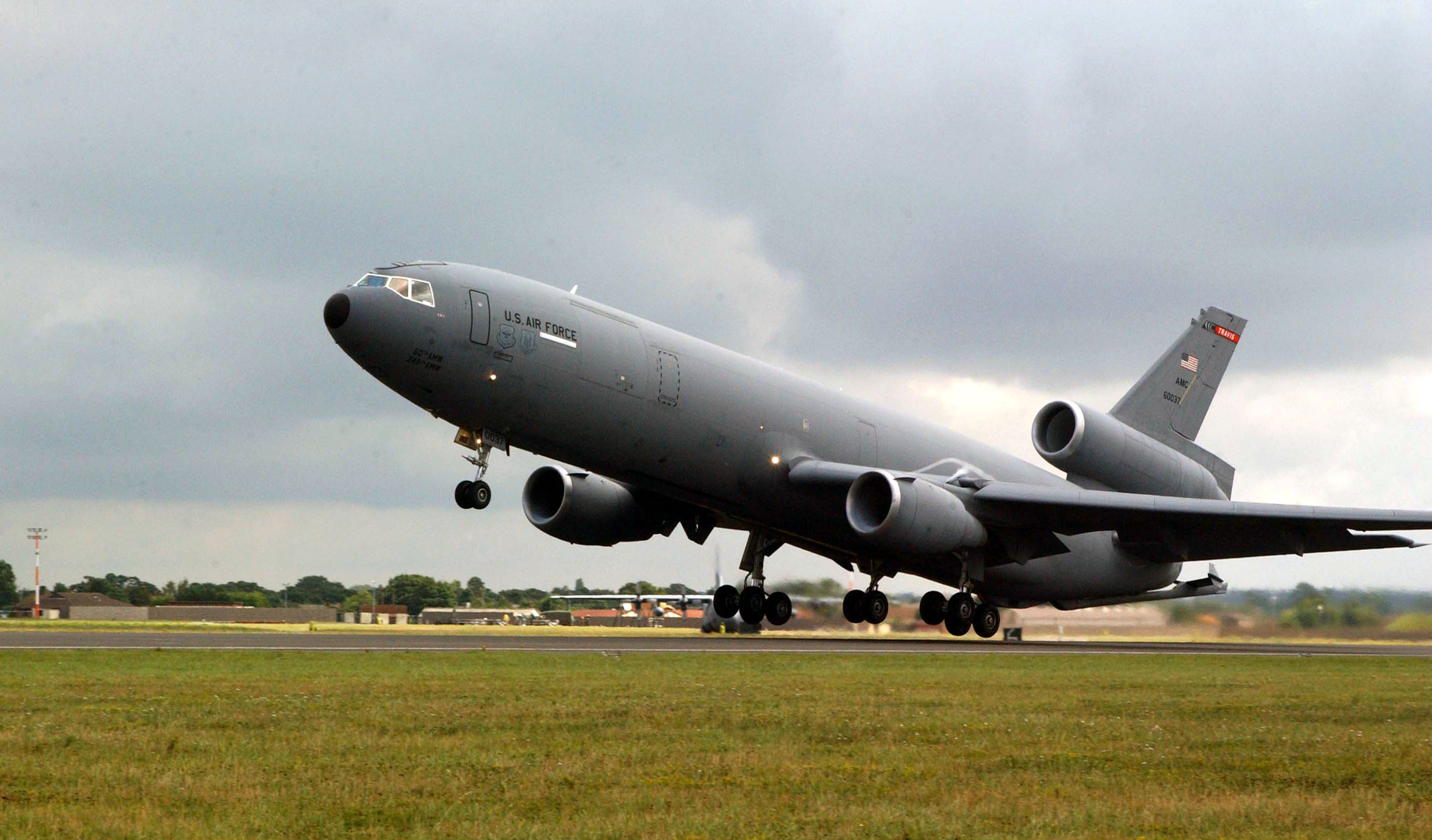
Un KC-10 de la Travis AFB despegando desde RAF Mildenhall.

- Fuerza Aérea de los Estados Unidos: 58 aviones KC-10 en uso en julio de 2020.[12][37][38][39][40][41][42][43][44]

 Países Bajos
- Real Fuerza Aérea de los Países Bajos: 2 KDC-10, dados de baja.[32]

## Accidentes
El 17 de septiembre de 1987, el KC-10A con matrícula 82-0190 recibía mantenimiento en tierra en la Base de la Fuerza Aérea Barksdale, Luisiana, y sufrió una explosión e incendio posterior. El KC-10 resultó significativamente dañado y fue dado de baja. Un miembro de la tripulación de tierra resultó muerto en el incendio.

## Especificaciones (KC-10A)
Referencia datos: USAF Fact sheet, Steffen

### Características generales
- Tripulación: Cuatro (piloto, copiloto, ingeniero de vuelo, operador de pértiga)
- Capacidad: 170 000 lb de carga, 25 pallets y 16 pasajeros, o 17 pallets y 75 pasajeros[46]
- Longitud: 55,4 m (181,6 ft)
- Envergadura: 50,4 m (165,4 ft)
- Altura: 17,7 m (58,1 ft)
- Superficie alar: 367,7 m² (3958 ft²)
- Perfil alar: raíz: DSMA-496/-521/-522; punta: DSMA-519/-520[47]
- Peso vacío: 109 328 kg (240 958,9 lb)
- Peso cargado: 267 619 kg (589 832,3 lb)
- Peso máximo al despegue: 267 619 kg (589 832,3 lb)
- Planta motriz: 3× turbofán General Electric CF6-50C2 (F103).
  - Empuje normal: 234 kN (23 861 kgf; 52 606 lbf) de empuje cada uno.
- Capacidad máxima de combustible: 165 561 kg

### Rendimiento
- Velocidad máxima operativa (Vno): 866 km/h (538 MPH; 468 kt) (Mach 0,89)
- Alcance: 7100 km (3834 nmi; 4412 mi) con máxima capacidad de pasajeros; 7038 km con máxima capacidad de carga
- Alcance en ferry: 18 500 km
- Techo de vuelo: 13 000 m (42 651 ft)
- Régimen de ascenso: 34,9 m/s (6870 ft/min)

## Aeronaves relacionadas

### Desarrollos relacionados
- McDonnell Douglas DC-10

### Aeronaves similares
- Lockheed TriStar (RAF)
- Ilyushin Il-78

### Secuencias de designación
- Secuencia C-_ (Aviones de Carga estadounidenses, 1962-presente): ← C-8 - C-9 - C-10 (I) - C-10 (II) - C-11 - C-12 - C-14 →